# Бату-Пахат (город)
Бату-Пахат (малайск. Batu Pahat, также — Бандар-Пенггарам) — город в Малайзии, являющийся административным центром округа Бату-Пахат в штате Джохор. Расположен к юго-востоку от Муара (королевского города), к юго-западу от Клуанга, к северо-западу от Понтиана и к югу от Сегамата. Город находится в общине Симпанг-Канан.
По состоянию на 2009 год город Бату-Пахат является 20-м по величине городским районом в Малайзии по численности населения. В 2006 году Бату-Пахат превзошёл Муар и стал вторым по величине городским районом в Джохоре, а к 2012 году Бату-Пахат стал 16-м по величине городским районом в Малайзии по численности населения. Китайцы составляют большинство населения — 62 %, за ними следуют малайцы — 36 % и индийцы — 2 %.